# Gunnar Åkerlund
Gunnar Åkerlund   (Nyköpings östra församling, 20 de novembre de 1923 - Nyköpings Alla Helgona, 4 d'octubre de 2006) fou un piragüista en aigües tranquil·les suec que va competir durant les dècades de 1940 i 1950.
El 1948 va prendre part en els Jocs Olímpics d'Estiu de Londres on, formant parella amb Hans Wetterström, va guanyar la medalla d'or en la prova del K-2, 10.000 metres del programa de piragüisme. Quatre anys més tard, als Jocs de Hèlsinki, guanyà la medalla de plata en la mateixa prova, fent parella, novament, amb Wetterström.
En el seu palmarès també destaquen tres medalles, dues d'or i una de plata, al Campionat del Món de piragüisme en aigües tranquil·les de 1948 i 1950.